# Clonard
Clonard (irlandais : Cluain Ioraird, le pré de Iorard)est un village du comté de Meath en Irlande.

## Géographie
Le village se trouve sur la route régionale R148, entre les villes de Kinnegad et Enfield. Cette route était la route principale entre Dublin et Galway jusqu'à la construction de l'autoroute M4. Elle est toujours utilisée par le trafic évitant le péage sur la M4.

## Histoire
Clonard est l'un des premiers sites chrétiens d'Irlande, lié au premier évêque irlandais Palladius, c. 450, et comme emplacement d'un important monastère du début du Moyen Âge, l'Abbaye de Clonard, fondée au VIe siècle par Finien de Clonard.
Le village fait partie d'une paroisse civile du même nom.

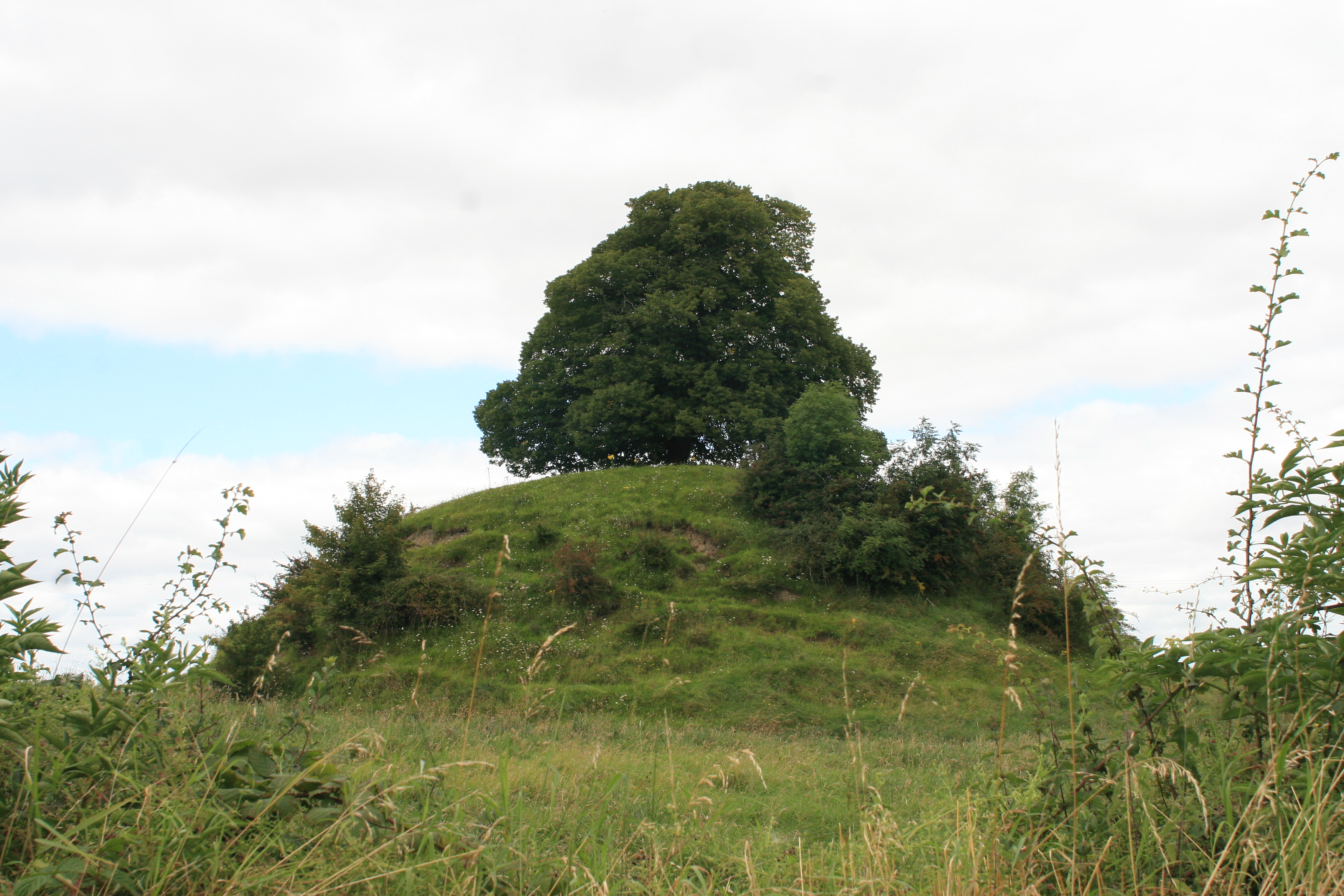
La motte castrale de Clonard.

Vers 1177, Hugues de Lacy y construit une motte castrale que l'on peut encore voir de nos jours.
Au cours de la Rébellion irlandaise de 1798, le 11 juillet 1798, la Bataille de Clonard a lieu dans la maison fortifiée de Tyrrell (maintenant en ruines) à côté du pont de Leinster entre environ 2 000 Irlandais unis et 27 loyalistes britanniques. La bataille s'est terminée par une victoire britannique décisive.